# Cyperus ivohibensis
Cyperus ivohibensis là loài thực vật có hoa trong họ Cói. Loài này được (Cherm.) Kük. mô tả khoa học đầu tiên năm 1936.